# 永原宣
永原 宣（ながはら ひろむ、1981年 - ）は、日本の歴史学者、マサチューセッツ工科大学准教授。専門は、日本近代史。

## 経歴
2003年にゴードン・カレッジを卒業してB.A.を取得し、2011年にはハーバード大学からPhDを取得した。
2010年から2011年にかけて、ゴードン・カレッジでアジャンクト・プロフェッサー（非常勤教授）を務めた後、2011年にマサチューセッツ工科大学の歴史部門のアシスタント・プロフェッサーとなり、2015年に准教授に昇任した。
2017年には、『Tokyo Boogie-Woogie: Japan’s Pop Era and Its Discontents』を出版した。

## おもな著書

### 単著
- Nagahara, Hiromu (2017). Tokyo Boogie-Woogie: Japan’s Pop Era and Its Discontents. Cambridge: Harvard University Press. pp. 288

### 日本語による共著・分担執筆
- （東谷護、マイク・モラスキー、ジェームス・ドーシーとの共著）日本文化に何をみる?：ポピュラーカルチャーとの対話、共和国、2016年 - 担当：「戦前日本の音楽文化にみるヒエラルキーとデモクラシー」、「家（ウチ）なるアメリカからみるニホン」
- （東谷護 編著）ポピュラー音楽再考 グローバルからローカルアイデンティティへ、せりか書房、2020年 - 担当：「ショパンと流行歌」